# Nicholas Sims-Williams

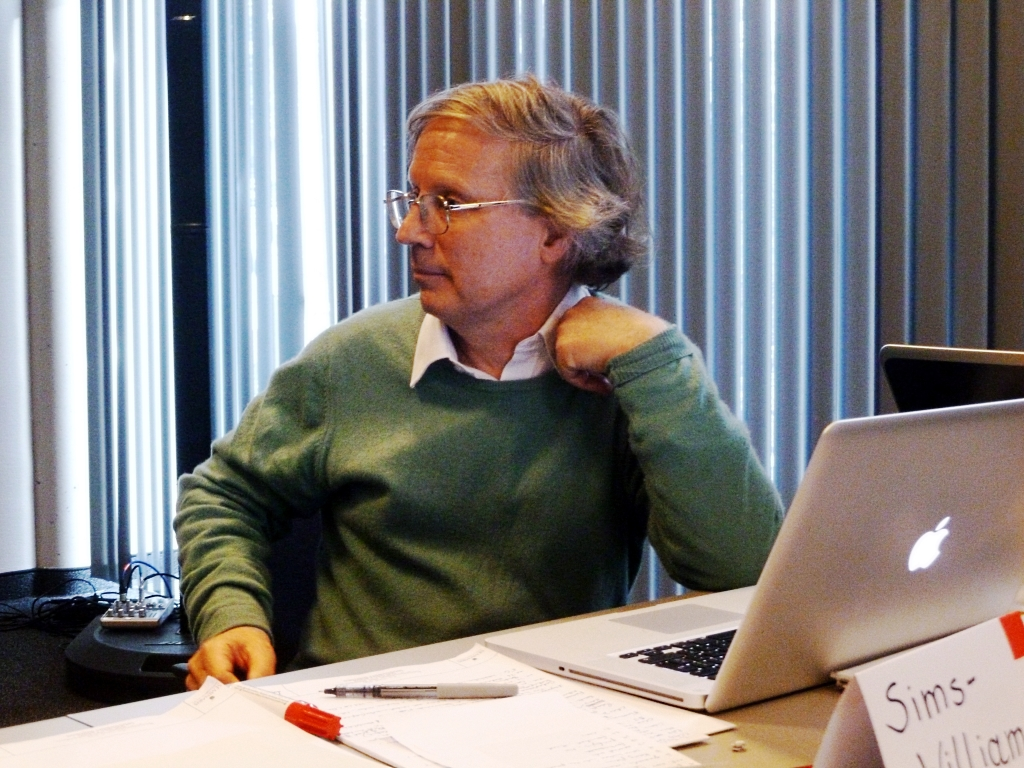
Nicholas Sims-Williams (2013)

Nicholas John Sims-Williams (* 11. April 1949 in Chatham) ist ein britischer Iranist und Orientalist. Sein Forschungsschwerpunkt liegt im Bereich der zentralasiatischen Geschichte, im Speziellen der mitteliranischen Sprachen Sogdisch und Baktrisch.
Nicholas Sims-Williams studierte und promovierte bei Ilya Gershevitch an der Cambridge University (Trinity Hall, ab 1975 Gonville and Caius College). Für seine Promotionsarbeit über die Übersetzung eines frühen christlichen Textfragments aus dem Syrischen ins Sogdische, die unter dem Titel „The Christian Sogdian manuscript C2“ (Berlin, 1985) publiziert wurde, erhielt er den Prix Ghirshman des Institut de France. 1989 wurde er Reader, 1994 Professor of Iranian and Central Asian Languages an der School of Oriental and African Studies in London und trat 2004 in den Ruhestand.
1988 wurde er zum Fellow of the British Academy gewählt, des Weiteren ist er Mitglied sowohl der Österreichischen Akademie der Wissenschaften als auch der französischen Académie des Inscriptions et Belles-Lettres und der American Philosophical Society. 2012 wurde er zum Mitglied der Academia Europaea gewählt.
Nicholas Sims-Williams ist an mehreren Publikationen zu den 1957 entdeckten „Dokumenten von Baktrien“ beteiligt. Er hat zudem mehrere Artikel für die Encyclopædia Iranica geschrieben.
Sein Zwillingsbruder ist der Keltologe Patrick Sims-Williams.

## Publikationen
- Sogdian and other Iranian Inscriptions of the Upper Indus (= Corpus Inscriptionum Iranicarum. Teil 2: Inscriptions of the Seleucid and Parthian periods and of Eastern Iran and Central Asia. Band 3: Sogdian. 2, 1–2). 2 Teile. School of Oriental and African Studies, London, 1989–1992, ISBN 0-7286-0153-2 (Tl. 1), ISBN 0-7286-0194-X (Tl. 2).
- Bactrian ownership inscriptions. In: Bulletin of the Asia Institute. Bd. 7, 1993, ISSN 0890-4464. S. 173–179.
- mit Joe Cribb: A New Bactrian Inscription of Kanishka the Great. In: Silk Road Art and Archaeology. Band 4, 1995/1996, S. 75–142.
- New Light on Ancient Afghanistan. The Decipherment of Bactrian (= An inaugural lecture delivered on 1 February 1996). School of Oriental and African Studies, London 1997, ISBN 0-7286-0278-4.
- Further Notes on the Bactrian Inscription of Rabatak, with an Appendix on the Names of Kujula Kadphises and Vima Taktu in Chinese. In: Nicholas Sims-Williams (Hrsg.): Proceedings of the Third European Conference of Iranian Studies. Teil 1: Old and Middle Iranian Studies. Wiesbaden 1998, S. 79–93.
- From the Kushan-Shahs to the Arabs. New Bactrian Documents Dated in the Era of the Tochi Inscriptions. In: Michael Alram, Deborah. E. Klimburg-Salter (Hrsg.): Coins Art and Chronology. Wien 1999.
- Legal and economic documents (= Corpus Inscriptionum Iranicarum. Teil 2: Inscriptions of the Seleucid and Parthian periods and of Eastern Iran and Central Asia. Band 6: Bactrian: Bactrian documents from Northern Afghanistan. Teil 1 = Studies in the Khalili Collection. Band 3, 1). Nour Foundation in Association with Azimuth Edition and Oxford University Press, London 2000, ISBN 0-19-727502-8.
- Recent discoveries in the Bactrian language and their historical significance (= SPACH Library Series. Bd. 4). Society for the Preservation of Afghanistan’s Cultural Heritage, Kabul 2004.
- Some Bactrian seal-inscriptions. In: Osmund Bopearachchi, Marie-Françoise Boussac (Hrsg.): Afghanistan – ancien carrefour entre l'est et l'ouest. Actes du colloque international au Musée Archéologique Henri-Prades-Lattes du 5 au 7 mai 2003 (= Indicopleustoi. Archaeologies of the Indian Ocean. Bd. 3). Brepols, Turnhout 2005, ISBN 2-503-51681-5, S. 335–346.